# Biathlon na Zimowych Igrzyskach Olimpijskich 1998 – sztafeta mężczyzn
Biathlonowa sztafeta mężczyzn na Zimowych Igrzyskach Olimpijskich 1998 na dystansie 4 x 7,5 km odbył się 21 lutego. Była to trzecia i ostatnia męska konkurencja biathlonowa podczas tych igrzysk. Zawody odbyły się na trasach w Nozawa Onsen, niedaleko Nagano. Do biegu zostało zgłoszonych 18 reprezentacji. 
Tytuł mistrzów olimpijskich obroniła reprezentacja Niemiec, dla której było to trzecie zwycięstwo olimpijskie w historii. Wicemistrzami olimpijskimi zostali Norwegowie, a brązowy medal wywalczyli reprezentanci Rosji.

## Wyniki
| Pozycja | Nr | Reprezentacja                                                                            | Czas                                      | Strzelanie (L+S)                         | Strata  |
| ------- | -- | ---------------------------------------------------------------------------------------- | ----------------------------------------- | ---------------------------------------- | ------- |
| 01 !    | 4  | Niemcy · Ricco Groß · Peter Sendel · Sven Fischer · Frank Luck                           | 1:21:36,2 20:09,3 19:56,6 20:18,0 21:12,3 | 0+4 0+2 0+0 0+1 0+0 0+0 0+2 0+0 0+2 0+1  | –       |
| 02 !    | 1  | Norwegia · Egil Gjelland · Halvard Hanevold · Dag Bjørndalen · Ole Einar Bjørndalen      | 1:21:56,3 20:33,8 20:08,7 21:25,0 19:48,8 | 0+4 0+3 0+1 0+1 0+1 0+0 0+2 0+2 0+0 0+0  | +20,1   |
| 03 !    | 3  | Rosja · Pawieł Muslimow · Władimir Draczow · Siergiej Tarasow · Wiktor Majgurow          | 1:22:19,3 20:35,9 19:56,6 21:01,4 20:45,4 | 0+3 0+4 0+0 0+1 0+0 0+2 0+3 0+0 0+0 0+1  | +43,1   |
| 4       | 7  | Białoruś · Ołeksij Ajdarow · Oleg Ryżenkow · Aleksandr Popow · Wadim Saszurin            | 1:23:14,0 20:23,6 20:18,5 21:08,3 21:23,6 | 0+0 0+4 0+0 0+0 0+0 0+3 0+0 0+1 0+0 0+0  | +1:37,8 |
| 5       | 13 | Polska · Wiesław Ziemianin · Tomasz Sikora · Jan Ziemianin · Wojciech Kozub              | 1:24:09,8 20:29,7 20:54,5 21:34,3 21:11,3 | 0+2 0+6 0+0 0+1 0+0 0+2 0+0 0+1 0+2 0+2  | +2:33,6 |
| 6       | 10 | Łotwa · Oļegs Maļuhins · Ilmārs Bricis · Gundars Upenieks · Jēkabs Nākums                | 1:24:24,4 20:18,2 19:46,7 22:48,1 21:31,4 | 0+6 2+6 0+2 0+0 0+1 0+0 0+3 1+3 0+0 1+3  | +2:48,2 |
| 7       | 6  | Francja · Andreas Heymann · Raphaël Poirée · Thierry Dusserre · Patrice Bailly-Salins    | 1:24:53,0 20:44,5 20:04,4 22:12,0 21:52,1 | 0+4 2+7 0+1 0+0 0+2 0+1 0+1 1+3 0+0 1+3  | +3:16,8 |
| 8       | 5  | Finlandia · Ville Räikkönen · Paavo Puurunen · Harri Eloranta · Olli-Pekka Peltola       | 1:25:01,4 20:34,3 20:08,6 22:31,0 21:47,5 | 0+4 2+7 0+2 0+0 0+0 0+1 0+2 1+3 0+0 1+3  | +3:25,2 |
| 9       | 8  | Włochy · Patrick Favre · Wilfried Pallhuber · René Cattarinussi · Pieralberto Carrara    | 1:25:07,3 21:13,0 20:50,7 20:55,9 22:07,7 | 0+7 1+10 0+3 0+3 0+1 0+1 0+0 0+3 0+3 1+3 | +3:31,1 |
| 10      | 12 | Szwecja · Mikael Löfgren · Jonas Eriksson · Tord Wiksten · Fredrik Kuoppa                | 1:25:25,7 21:01,0 21:41,9 22:09,3 20:33,5 | 0+7 0+7 0+3 0+2 0+2 0+3 0+2 0+2 0+0 0+0  | +3:49,5 |
| 11      | 9  | Austria · Wolfgang Perner · Ludwig Gredler · Reinhard Neuner · Wolfgang Rottmann         | 1:25:33,8 20:32,6 21:04,8 22:39,1 21:17,3 | 1+6 1+9 0+1 0+1 0+0 1+3 1+3 0+3 0+2 0+2  | +3:57,6 |
| 12      | 2  | Słowenia · Sašo Grajf · Jože Poklukar · Janez Ožbolt · Tomas Globočnik                   | 1:25:43,2 20:56,6 21:55,6 21:45,4 21:05,6 | 2+5 0+4 0+0 0+2 2+3 0+1 0+2 0+1 0+1 0+3  | +4:07,0 |
| 13      | 11 | Estonia · Janno Prants · Indrek Tobreluts · Kalju Ojaste · Dimitri Borovik               | 1:26:30,2 20:39,7 21:15,3 23:03,7 21:31,5 | 0+4 0+9 0+0 0+2 0+0 0+1 0+3 0+3 0+1 0+3  | +4:54,0 |
| 14      | 16 | Czechy · Petr Garabík · Zdeněk Vítek · Jiří Holubec · Ivan Masařík                       | 1:26:35,5 21:30,8 22:11,8 22:00,9 20:52,0 | 0+0 0+7 0+0 0+2 0+0 0+1 0+0 0+3 0+0 0+1  | +4:59,3 |
| 15      | 17 | Japonia · Kyōji Suga · Hironao Meguro · Shuichi Sekiya · Atsushi Kazama                  | 1:27:55,7 22:10,9 20:56,3 21:44,0 23:04,5 | 2+9 2+9 1+3 0+2 0+0 0+3 0+3 0+1 1+3 2+3  | +6:19,5 |
| 16      | 18 | Kazachstan · Dmitrij Pantow · Dmitrij Pozdniakow · Aleksandr Mieńszykow · Walerij Iwanow | 1:27:56,0 22:37,0 21:41,2 21:57,7 21:40,1 | 0+5 1+9 0+1 1+3 0+0 0+2 0+1 0+2 0+3 0+2  | +6:19,8 |
| 17      | 15 | Stany Zjednoczone · Jay Hakkinen · Dan Westover · Andrew Erickson · Robert Rosser        | 1:28:13,9 20:37,7 22:14,0 22:57,2 22:25,0 | 0+8 0+7 0+2 0+2 0+3 0+1 0+2 0+3 0+1 0+1  | +6:37,7 |
| 18      | 14 | Ukraina · Wiaczesław Derkacz · Rusłan Łysenko · Mykoła Krupnyk · Andrij Deryzemla        | 1:28:57,1 21:29,0 21:41,9 21:54,2 23:52,0 | 3+6 1+7 0+1 0+2 0+1 0+1 3+3 1+3          | +7:20,9 |